# Довбушанка
Довбушанка (укр. Довбушанка; другое название — Добошанка) — горная вершина Довбушанского хребта, находится в Ивано-Франковской области Украины. 
Довбушанский хребет состоит из двух частей: массив г. Довбушанки, который включает собственно г. Довбушанку (1754 м), г. Пикун и г. Ведмежик, который на востоке, через перевал, соединяется с г. Толстая (1399 м), и массив горы Поленский, объединяющей вершины г. Поленский (1693 м), г. Козы-Горы. 
Весь хребет расположен в пределах Природного Заповедника Горганы, который охватывает площадь 5 тыс. га. На склонах данного хребта берут начало реки: Зубровка, Сытный, Федоцил, Черник, которые являются левыми притоками реки Зеленица в водосборе р. Быстрица Надворнянская.
Южные склоны горы пологие, северные более крутые. Склоны покрыты еловыми лесами. Вершина горы покрыта соснами, лишайниками и разнотравьем. 
Верхние части склонов покрыты каменистыми россыпями, образованные ямненским песчаником. При хорошей погоде с вершины горы открывается вид на самые высокие вершины Украинских Карпат: Говерлу и Петрос, хребет Черногоры.
По одной из легенд, название горы связано с именем Олексы Довбуша, народного мстителя и руководителя движения карпатских опришков.